# Pressione di vapore

L'immagine mostra l'instaurarsi di un equilibrio liquido-aeriforme in un sistema aperto: aumentando la quantità di molecole che subiscono una transizione in fase aeriforme, con la loro conseguente diffusione nell'aria, tenderà ad aumentare la pressione di vapore esercitata.

La pressione di vapore (o tensione di vapore o più propriamente pressione di vapore saturo) di una sostanza è la pressione esercitata dal vapore della sostanza sulla fase condensata (solida o liquida) della stessa sostanza quando tali fasi sono in condizioni di equilibrio termodinamico tra loro all'interno di un sistema chiuso, cioè in condizioni di vapore saturo.
Dal punto di vista fisico, la pressione di vapore può essere interpretata come il risultato della tendenza di una particolare sostanza a passare dalla fase condensata alla fase gassosa (cioè ad evaporare o sublimare). Trattandosi di una pressione, nel Sistema Internazionale la pressione di vapore si misura in pascal.
La pressione di vapore può essere definita in termini di pressione assoluta o pressione relativa (con riferimento alla pressione atmosferica). In entrambi i casi il significato fisico è identico, ma cambia il valore numerico associato a tale grandezza.
Le sostanze caratterizzate da un'elevata pressione di vapore in condizioni normali sono dette "volatili", mentre quelle caratterizzate da una bassa pressione di vapore in condizioni normali sono dette "altobollenti".

## Pressione parziale di vapore
Nel caso in cui più sostanze si trovino in miscela tra loro, si può definire una pressione parziale di vapore per ciascun componente della miscela.
La pressione parziale di vapore di ciascun componente è correlata alla pressione di vapore dell'intera miscela attraverso la legge di Raoult.

## Lo stato termodinamico di vapore saturo
Se una certa sostanza liquida viene inserita in un recipiente ermetico in cui sia stato precedentemente ricavato il vuoto e che è mantenuto a temperatura costante, la concentrazione delle molecole di tale sostanza nella fase aeriforme dapprima aumenta, a causa dell'evaporazione, e poi, raggiunto un determinato valore, che dipende unicamente dalla natura della sostanza e dalla temperatura, rimane costante nel tempo.
In tale condizione le due fasi si trovano in equilibrio, e si parla di "vapore saturo".
In questo caso l'equilibrio è di natura dinamica perché, durante questa fase di apparente stabilità macroscopica fra il liquido ed il vapore, a livello microscopico continuano a verificarsi, con la stessa velocità, due processi opposti: da una parte un certo numero di molecole, nell'unità di tempo, passa dalla fase liquida a quella aeriforme (evaporazione) ma nella stessa unità di tempo un ugual numero di molecole passa dallo stato aeriforme a quello liquido (condensazione).
La pressione del vapore saturo di un liquido aumenta al crescere della temperatura, perché le molecole acquistano via via un'energia cinetica più alta ed hanno così una maggiore tendenza ad evaporare.

## Evaporazione ed ebollizione
L'evaporazione è una transizione di fase liquido-vapore che avviene alla superficie di un liquido, fintanto che la tensione di vapore del liquido è maggiore della pressione del vapore nell'ambiente (quest'ultima nel vuoto è zero, nell'atmosfera è la pressione parziale della componente atmosferica costituita dal vapore del liquido ecc.); questo fenomeno è possibile solo in condizioni di non equilibrio del sistema.
Infatti se si mette del liquido in un recipiente aperto all'atmosfera, anche in condizioni di temperatura costante, si vedrà che il volume di liquido nel recipiente diminuirà nel tempo, anche se lentamente. Questo perché le molecole che passano allo stato di vapore hanno uno spazio potenzialmente infinito in cui stare, cioè tutta l'atmosfera, quindi non torneranno mai allo stato liquido. Cioè la pressione parziale nell'atmosfera non cambia in virtù dell'enorme volume disponibile in tutta l'atmosfera, visto che l'equilibrio di fase si raggiunge quando la pressione parziale del vapore è uguale alla tensione di vapore del liquido, in un sistema (recipiente) aperto non si raggiunge mai, l'acqua quindi evapora tutta. I mari e gli oceani non si esauriscono perché l'acqua persa per evaporazione ritorna loro sotto forma di pioggia o tramite i fiumi.
Se si mette del liquido in un recipiente chiuso si vede diminuire il liquido fino al raggiungimento dell'equilibrio di fase in cui la pressione parziale del vapore soprastante al liquido è uguale alla tensione di vapore del liquido.
La tensione di vapore aumenta con la temperatura. Quando la tensione di vapore eguaglia la pressione ambiente, la transizione da liquido a vapore può avvenire in qualsiasi punto della massa liquida con formazione di bolle di vapore che salgono tumultuose in superficie: si ha il fenomeno dell'ebollizione. In queste condizioni in un recipiente aperto non si raggiunge l'equilibrio di fase finché tutto il liquido è diventato vapore.
La temperatura alla quale la pressione di vapore coincide con quella atmosferica è quindi la temperatura di ebollizione. Ad esempio dall'andamento della pressione del vapore saturo dell'acqua, in funzione della temperatura, si può osservare che a 100 °C la pressione del vapore è quella atmosferica.

## Determinazione della pressione di vapore
Il valore di pressione di vapore è facilmente ricavabile utilizzando una formula che metta in relazione tale pressione con una determinata temperatura (espressa in gradi Celsius), con questa formula si determina il valore della pressione (in mBar) in cui, a una determinata temperatura, l'acqua entra in ebollizione:
{\displaystyle P_{acqua}^{o}=6{,}11\cdot 10^{7{,}5\cdot T \over 237{,}7+T}}
In cui:
- {\displaystyle P_{acqua}^{o}} è la pressione di vapore dell'acqua in mBar
- T è la temperatura in °C

Nel caso più generale di un componente puro, la dipendenza della pressione di vapore dalla temperatura è calcolabile dall'equazione di Antoine:
{\displaystyle \log P^{o}=A-{\frac {B}{C+T}}}
in cui:
- P° è la pressione di vapore del componente puro
- T è la temperatura
- A, B e C sono costanti che dipendono dalla natura del componente, ricavate sperimentalmente.

La pressione di vapore può essere ricavata sperimentalmente tramite un apparecchio chiamato isoteniscopio.

## Effetto della variazione di pressione applicata
In condizioni di equilibrio, dal punto di vista termodinamico, il potenziale chimico della fase liquida deve essere uguale a quello della fase vapore. Quindi a una variazione infinitesima del potenziale di una fase, affinché venga mantenuta la condizione di equilibrio, è necessario che corrisponda una eguale variazione del potenziale dell'altra fase. La variazione di potenziale chimico per la fase liquida, in condizione di temperatura costante, è
{\displaystyle d\mu (l)=V_{m}(l)dP}
dove {\displaystyle V_{m}(l)} è il volume molare della fase liquida.
Allo stesso modo per il potenziale della fase vapore, sempre in condizioni di temperatura costante, si ricava
{\displaystyle d\mu (g)=V_{m}(g)dp}
che ricavando il volume molare dalla legge dei gas perfetti diventa
{\displaystyle d\mu (g)={\frac {RTdp}{p}}}.
Eguagliando le variazioni di potenziale delle due fasi e integrando tra il valore di pressione di vapore normale {\displaystyle p*} e la nuova pressione di vapore p, si ottiene
{\displaystyle RT\int _{p*}^{p}{\frac {dp}{p}}=\int _{p*}^{p}V_{m}(l)dP}
che riarrangiando diventa
{\displaystyle \int _{p*}^{p}{\frac {dp}{p}}={\frac {V_{m}(l)}{RT}}\int _{p*}^{p}dP}
che risolvendo fornisce la relazione finale che lega la pressione di vapore alla pressione esercitata, espressa matematicamente dall'equazione
{\displaystyle \ln {\frac {p}{p*}}={\frac {V_{m}(l)}{RT}}\Delta P}.